# Roberto Di Ferro
Roberto Di Ferro (Malvicino, 7 giugno 1930 – Pieve di Teco, 28 marzo 1945) è stato un partigiano e operaio italiano, nome di battaglia Baletta, morto fucilato, medaglia d'oro al valor militare alla memoria.

## Biografia
Roberto Di Ferro nasce nell'alessandrino a Malvicino il 7 giugno 1930. La famiglia, oltre ai genitori, è composta dai 2 fratelli e 2 sorelle: Roberto, Guido, Wanda e Mariella. Nel 1943 la famiglia si trasferisce ad Albenga dove Roberto finisce gli anni dell'obbligo scolastico, iniziando a lavorare come apprendista meccanico. Dopo l'armistizio dell'8 settembre 1943, inizia ad informarsi sul movimento di resistenza, assieme al fratello Guido
Anche se i genitori erano contrari, vista la sua giovane età, il 2 settembre 1944 inizia a collaborare con i partigiani con il nome di battaglia Piccinen o Baletta, che in ligure è traducibile come "pallina" ed indica il comportamento tipico dell'età adolescenziale, inizialmente con funzione di staffetta ma dopo una breve esperienza partecipa attivamente anche alle azioni più rischiose.
Nella notte tra il 24 e il 25 marzo 1945 sopra Pieve di Teco, esattamente a Trovasta, si presentarono tre colonne motorizzate di tedeschi della Wehrmacht, tra le quali c'era una spia: Angela Bertone. I partigiani della zona, del distaccamento "Marco Agnese", appartenente alla Brigata "Silvano Belgrano" della VI Divisione Garibaldi d'assalto "Bonfante", furono colti di sorpresa e non riuscirono a fuggire. Il comandante Giovanni Trucco, nome di battaglia Franco, assieme a Sceriffo (Angelo Volpari) furono uccisi assieme ad altri uomini durante un conflitto a fuoco quando i tedeschi circondarono il casolare dove si erano nascosti. Baletta, assieme ad altri nove amici, vennero catturati una volta finite le munizioni. Alcuni partigiani vennero fucilati subito. Luigi Massabò, vicecomandante della IV Divisione, tentò un compromesso con i tedeschi chiedendo uno scambio di prigionieri con due ufficiali, senza successo. Baletta venne trasportato al Municipio di Pieve di Teco, dove venne interrogato e torturato dalla Wehrmacht per sapere informazioni sulle posizioni dei partigiani. Mantenne il silenzio. La mattina presto del 28 marzo venne portato vicino alla riva del fiume a Prato San Giovanni e fucilato a soli 14 anni. Prima di morire, i partigiani nascosti attorno lo sentirono urlare:
Il 25 aprile 1959 i suoi resti vennero trasportati nel Campo della Gloria presso il cimitero di Albenga.
La città di Albenga ha voluto ricordare questo suo concittadino intitolandogli un asilo nido comunale.